# Johann Konrad Brandenstein
Pour les articles homonymes, voir Brandenstein.
Johann Konrad Brandenstein (né le 1er août 1695 à Kitzingen, mort le 21 novembre 1757 à Stadtamhof) est un facteur d'orgue allemand.

## Biographie
Johann Konrad Brandenstein apprend son métier auprès de son père Johann Adam Brandenstein (né le 21 octobre 1657 à Himmelstadt, mort le 9 août 1726 à Kitzingen) et travaille comme compagnon à Mainfranken (de). Il épouse en 1724 la veuve du facteur Philipp Franz Schleich (né en 1686, mort le 15 novembre 1723 à Stadtamhof) et reprend son atelier.

## Réalisations (sélection)
| Année | Lieu       | Église              | Photo | Clavier | Registre | Remarques       |
| ----- | ---------- | ------------------- | ----- | ------- | -------- | --------------- |
| 1726  | Metten     | Abbaye de Metten    |       | II/P    | 18       | Buffet conservé |
| 1728  | Weltenburg | Église du cloître   |       | I/P     | 13       |                 |
| 1738  | Waldsassen | Église du cloître   |       | II/P    | 37       |                 |
| 1741  | Amberg     | Église du cloître   |       | II/P    | 22       |                 |
| 1751  | Amberg     | Église franciscaine |       | II/P    | 18       |                 |
| 1755  | Auerbach   | Église d'Auerbach   |       | II/P    | 20       |                 |
| 1757  | Ratisbonne | Niedermünster       |       | I/P     | 12       |                 |

## Source de la traduction
- (de) Cet article est partiellement ou en totalité issu de l’article de Wikipédia en allemand intitulé « Johann Konrad Brandenstein » (voir la liste des auteurs).